# GPR75
GPR75 (англ. G protein-coupled receptor 75) – білок, який кодується однойменним геном, розташованим у людей на короткому плечі 2-ї хромосоми.  Довжина поліпептидного ланцюга білка становить 540 амінокислот, а молекулярна маса — 59 359.
| 10         |  | 20         |  | 30         |  | 40         |  | 50         |
| ---------- |  | ---------- |  | ---------- |  | ---------- |  | ---------- |
| MNSTGHLQDA |  | PNATSLHVPH |  | SQEGNSTSLQ |  | EGLQDLIHTA |  | TLVTCTFLLA |
| VIFCLGSYGN |  | FIVFLSFFDP |  | AFRKFRTNFD |  | FMILNLSFCD |  | LFICGVTAPM |
| FTFVLFFSSA |  | SSIPDAFCFT |  | FHLTSSGFII |  | MSLKTVAVIA |  | LHRLRMVLGK |
| QPNRTASFPC |  | TVLLTLLLWA |  | TSFTLATLAT |  | LKTSKSHLCL |  | PMSSLIAGKG |
| KAILSLYVVD |  | FTFCVAVVSV |  | SYIMIAQTLR |  | KNAQVRKCPP |  | VITVDASRPQ |
| PFMGVPVQGG |  | GDPIQCAMPA |  | LYRNQNYNKL |  | QHVQTRGYTK |  | SPNQLVTPAA |
| SRLQLVSAIN |  | LSTAKDSKAV |  | VTCVIIVLSV |  | LVCCLPLGIS |  | LVQVVLSSNG |
| SFILYQFELF |  | GFTLIFFKSG |  | LNPFIYSRNS |  | AGLRRKVLWC |  | LQYIGLGFFC |
| CKQKTRLRAM |  | GKGNLEVNRN |  | KSSHHETNSA |  | YMLSPKPQKK |  | FVDQACGPSH |
| SKESMVSPKI |  | SAGHQHCGQS |  | SSTPINTRIE |  | PYYSIYNSSP |  | SQEESSPCNL |
| QPVNSFGFAN |  | SYIAMHYHTT |  | NDLVQEYDST |  | SAKQIPVPSV |  |            |

A: Аланін

C: Цистеїн

D: Аспарагінова кислота

E: Глутамінова кислота

F: Фенілаланін

G: Гліцин

H: Гістидин

I: Ізолейцин

K: Лізин

L: Лейцин

M: Метіонін

N: Аспарагін

P: Пролін

Q: Глутамін

R: Аргінін

S: Серин

T: Треонін

V: Валін

W: Триптофан

Кодований геном білок за функціями належить до рецепторів, g-білокспряжених рецепторів, білків внутрішньоклітинного сигналінгу. 
Задіяний у такому біологічному процесі як поліморфізм. 
Локалізований у клітинній мембрані, мембрані.